# 名古屋西川流
名古屋西川流（なごやにしかわりゅう）は、日本舞踊の流派。流祖は初世西川鯉三郎。愛知県名古屋市昭和区に本部を置く「一般財団法人 西川会」（四世家元西川千雅）が運営する。名古屋をどり主宰。
東京都新宿区に本部を置く「西川流®」（一般財団法人 西川流）とは無関係。

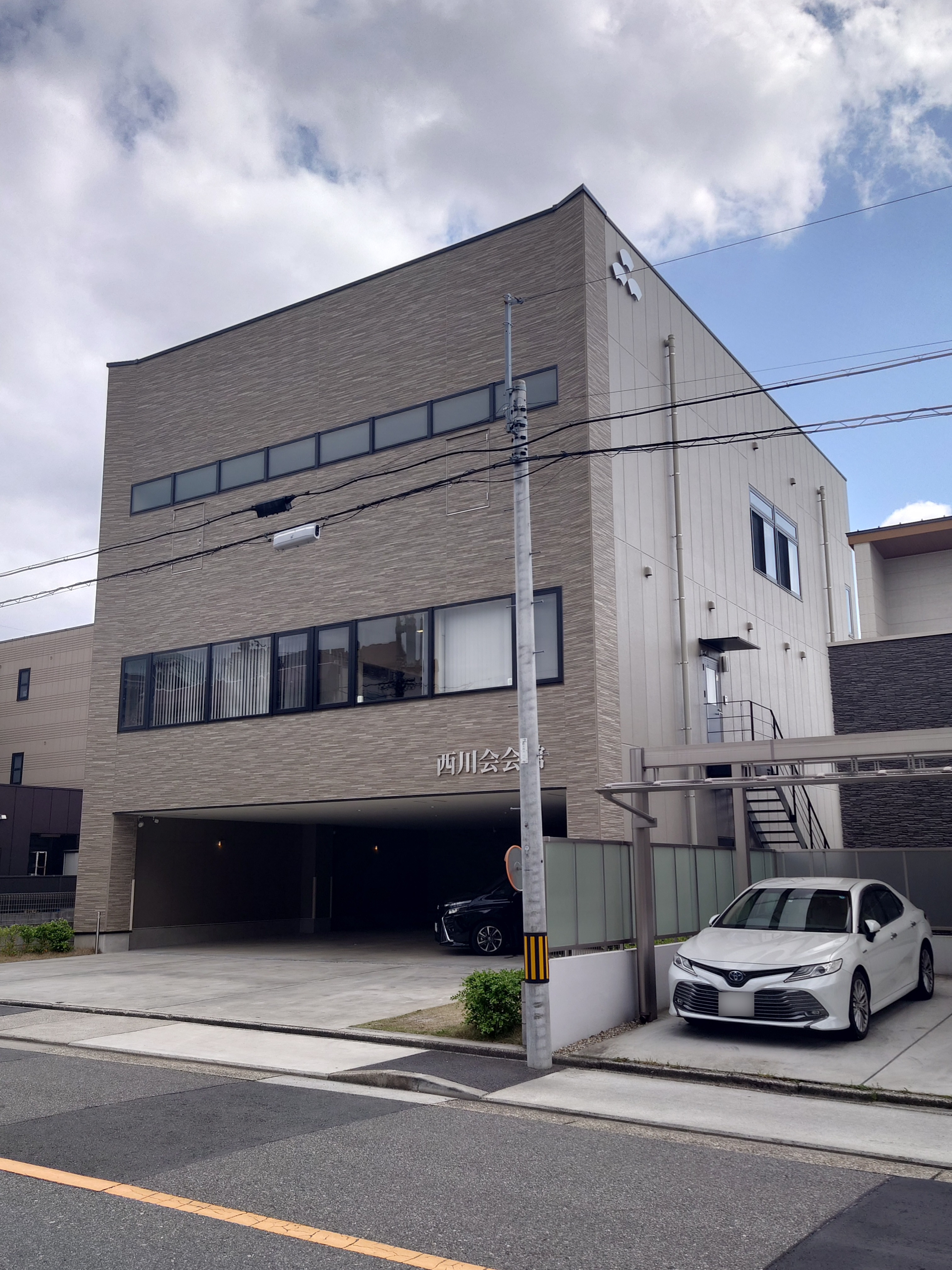
西川会会館

## 来歴
織田いく（西川嘉義の養母）は尾張藩士織田弥三兵衛信久の長女で踊りを初め藤間勘十郎に学び、西川流四世西川扇藏の門弟西川仁藏を名古屋に招いた。1841年（天保12年）仁藏は18歳で父とともに名古屋に移る。その後、1846年に篠塚力寿と結婚して京舞篠塚流や坂東流の坂東秀代に舞踊を学び、他にも能や狂言の長所を取り入れ、舞踊一筋に打ち込んだ。のちに力寿とは離婚。1856年、仁藏は31歳の頃から西川和光の号で名古屋の芝居小屋の振付師として活躍した。
1860年1月19日、仁藏は35歳で「御免踊指南」の公許を得た（西川鯉三郎免許の跡）。西川仁藏は西川鯉三郎と名を改め、織田いくが創流を支援して「名古屋西川流」樹立。1863年（文久3年）織田いくは名取（苗字免許）第一号「西川幾」となって名古屋西川流の柱となる。西川鯉三郎は名古屋の劇場振付けを一手に収めて、「舞踊百番衣装附」や「舞踊譜」を作るなどの功績を残した。西川幾の養女・嘉義も1877年（明治10年）名取り「西川嘉義」となり、美人舞踊家としての名声とともに名古屋西川流が広まる。初代西川鯉三郎や西川嘉義ら芸能者の活躍が、「芸どころ名古屋」の礎となった。

## 初世西川鯉三郎亡き後の跡目争い
1899年（明治32年）に初代鯉三郎亡き後は、鯉三郎の跡目争いが起こった。幾の弟子で1880年（明治13年）に名取りとなった女役者の西川石松が「合議制」を持ち出して嘉義に対抗したことによって、幾・嘉義派と石松派が正面衝突した。1905年（明治38年）西川幾が死去。翌1906年（明治39年）御園座で追善供養会を催し、嘉義が「面影」を舞った。精神的に追いつめられた嘉義は名古屋の稽古場で、1921年（大正10年）3月21日に58歳で自ら命を絶った。全国的に著名な美人舞踊家で、尾張藩重臣織田氏の家令竹村鶴叟の孫にして士族織田氏の養女である西川嘉義が自殺したことで、名古屋西川流一門としての大きな問題が露呈した。事件により名古屋の名物となった西川石松は「家元」にはならなかったが名古屋西川流の権力者となったのちに、1935年（昭和10年）10月28日、82歳で亡くなった。石松の娘・花子も若くして亡くなる。トラブルが社会に知られ、初代鯉三郎の死後40年以上も家元空位であった。

## 流派を興した西川幾と西川嘉義の記念碑

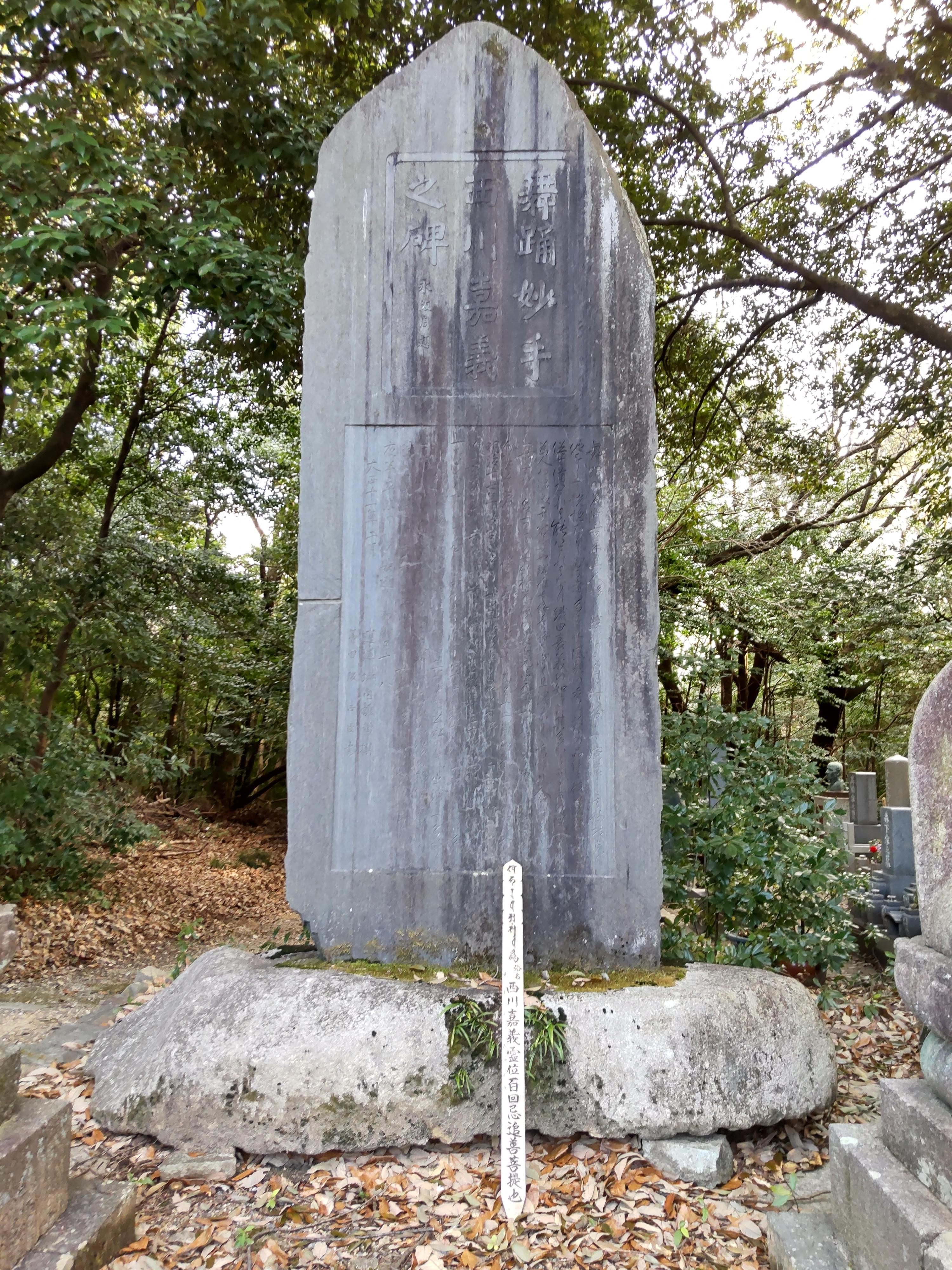
舞踊妙手西川嘉義之碑

西川幾の記念碑は名古屋市の八事興正寺にあり、また、1922年（大正11年）坪内逍遥の撰文による西川嘉義の記念碑も八事興正寺に建てられた。その中で、逍遥は次のように嘉義の事を評している。

## 二世西川鯉三郎の名古屋をどり
1940年（昭和15年）に、西川石松の孫娘近藤静子の婿養子星合茂（近藤茂・西川茂）が二世西川鯉三郎を名乗り家元になったため、名古屋西川流の運営は、織田家（士族）の西川幾・嘉義母娘と対立した西川石松（女役者）の子孫・近藤家に入れ替わった。初世鯉三郎と二世鯉三郎との間にも師弟関係や血縁関係などは何もない。こうして、現在の名古屋西川流は初代家元西川鯉三郎との血縁関係はなく、この石松の孫司津からの血筋である。
二世鯉三郎は亡くなるまで周囲に「名古屋に行き東京に帰る」と漏らしていた。二世鯉三郎襲名と家元襲名もすんなりとは行かず、名取試験も一般受験者と同列扱、しかも当時の名古屋西川流の規則で「名取になっても2年間素行期間を見る」ということで、正式な家元襲名はだいぶ年数がたっていた。
1945年（昭和20年）から二世鯉三郎が名古屋をどりを開催した。1983年（昭和58年）に二世鯉三郎の長男西川右近（近藤雅彦）が三世家元を継ぎ、2014年（平成26年）9月に右近の長男西川千雅（近藤千雅）が四世家元を継承した。

## 分裂と分派
1983年（昭和58年）7月31日に二世鯉三郎が亡くなり、西川右近が名古屋西川流三世家元を継ぐと、流派で内紛が起こり、家元の右近は1985年（昭和60年）4月8日に記者会見を開いて分家の実姉西川左近の絶縁を発表した。1985年4月16日、左近も名古屋西川流の分家問題や名取免許授与をめぐり紛糾している問題で記者会見した。左近の分家独立は当時の新聞、週刊誌とマスコミを騒がせた。左近は分裂して東京で「西川流鯉風派」創流。
名古屋を拠点とする赤堀流、工藤流、内田流や、新舞踊の一派である芝流も、名古屋西川流の高弟によって創られた流派である。
門弟二代目西川式丸の弟子西川仲丸は新西川仲丸と改名し1956年に「新西川流」創流。

## 不祥事
三世家元西川右近（当時64）は名古屋国税局の税務調査を受け、2001年までの6年間で約1億5000万円の申告漏れを指摘されていたことが2003円6月14日に分かった。同国税局はこのうち約1億3000万円を所得隠しと認定し、重加算税を含め、約8000万円を追徴課税（更正処分）した。